# 626 Notburga
626 Notburga
626 Notburga là một tiểu hành tinh ở vành đai chính. Nó được August Kopff phát hiện ngày 11.2.1907 ở Heidelberg, và được đặt theo tên thánh Notburga, vị thánh của vùng Thung lũng sông Neckar, nơi có đài thiên văn của đại học Heidelberg